# Возможно (фильм)
«Возможно» (фр. Peut-être) — фильм режиссёра Седрика Клапиша 1999 года.

## Сюжет
В канун нового 2000 года Люси пытается уговорить Артура завести ребёнка. Но Артур ещё не готов это сделать, и отказывает Люси. Через некоторое время он обнаруживает окно в будущее и перемещается на 70 лет вперёд. Там он встречает своего сына Ако со своей семьёй. Ако пытается убедить Артура завести ребёнка, объясняя это тем, что если он не решится, то вся семья Ако исчезнет.

## В ролях
- Жан-Поль Бельмондо — Ако
- Ромен Дюрис — Артур
- Жеральдин Пейла — Люси
- Жюли Депардьё — Натали
- Венсан Эльбаз — Филипп

## Награды
Картина выдвигалась на премию «Сезар» 2000 года по двум номинациям и вошла в группу лидеров французского кинопроката в 2000 году.